# Speleogobius trigloides
Il ghiozzo cavernicolo o ghiozzo di grotta (Speleogobius trigloides) è un minuscolo e coloratissimo pesce di mare appartenente alla famiglia Gobiidae.

## Distribuzione e habitat
Il suo areale è scarsamente noto, pare endemico del mar Adriatico.
Vive in grotte e cavità.

## Descrizione
Occhi in avanti e bocca piccola con labbra sporgenti. Piccolissimo (2 cm in media l'adulto). Livrea molto vivace e caratteristica: rosso carminio con macchie più chiare o bianche, coda e parte posteriore del corpo giallo zolfo.

## Biologia
Ignota, si trova sempre vicino alla tana.